# مسابقات بزرگ آمریکای مرکزی ۱۹۹۶
مسابقات بزرگ آمریکای مرکزی ۱۹۹۶ پانزدهمین دوره مسابقات باشگاهی اونکاف و اولین تورنمنت باشگاهی از سال ۱۹۸۴ بود. این مسابقات به مسابقات بزرگ آمریکای مرکزی تغییر نام داد.

## تیم‌ها
| کشور      | تیم          | نحوه حضور       |
| --------- | ------------ | --------------- |
| کاستاریکا | ساپریسا      | قهرمان لیگ      |
| کاستاریکا | آلاخولنسه    | نایب قهرمان لیگ |
| گواتمالا  | کامیونیکیشنس | قهرمان لیگ      |
| گواتمالا  | مونیسیپال    | نایب قهرمان لیگ |

## جدول رده بندی
| رتبه | تیم          | بازی | برد | مساوی | باخت | گل زده | گل خورده | گل تفاضل | امتیاز | صلاحیت                                 |
| ---- | ------------ | ---- | --- | ----- | ---- | ------ | -------- | -------- | ------ | -------------------------------------- |
| ۱    | آلاخولنسه    | ۶    | ۳   | ۲     | ۱    | ۱۲     | ۸        | ۴+       | ۱۲     | قهرمان مسابقات بزرگ آمریکای مرکزی ۱۹۹۶ |
| ۲    | ساپریسا      | ۶    | ۳   | ۰     | ۳    | ۱۴     | ۱۱       | ۳+       | ۹      |                                        |
| ۳    | کامیونیکیشنس | ۶    | ۲   | ۲     | ۲    | ۱۱     | ۱۳       | ۲−       | ۹      |                                        |
| ۴    | مونیسیپال    | ۶    | ۱   | ۲     | ۳    | ۵      | ۱۰       | ۵−       | ۶      |                                        |

1. ↑  آلاخولنسه یک امتیاز دریافت کرد.
2. ↑  کامیونیکیشنس یک امتیاز دریافت کرد.
3. ↑  مونیسیپال یک امتیاز دریافت کرد.

## نتایج
|  | مونیسیپال | ۰–۰ (۳–۵ پنالتی) | آلاخولنسه |  |

|  | ساپریسا | ۳–۲ | کامیونیکیشنس |  |

|  | کامیونیکیشنس | ۲–۱ | مونیسیپال |  |

|  | ساپریسا | ۴–۲ | مونیسیپال |  |

|  | کامیونیکیشنس | ۲–۲ (۵–۴ پنالتی) | آلاخولنسه |  |

|  | ساپریسا | ۵–۰ | آلاخولنسه |  |

|  | آلاخولنسه | ۳–۰ | مونیسیپال |  |

|  | آلاخولنسه | ۳–۰ | ساپریسا |  |

|  | کامیونیکیشنس | ۳–۲ | ساپریسا |  |

|  | مونیسیپال | ۱–۰ | ساپریسا |  |

|  | مونیسیپال | ۱–۱ (۴–۳ پنالتی) | کامیونیکیشنس |  |

|  | آلاخولنسه | ۴–۱ | کامیونیکیشنس |  |